# الجزيرة القرمزية
الجزيرة القرمزية (باللغة الروسية: Багровый остров) هي مسرحية لميخائيل بولغاكوف، وفيها محاكاة ساخرة لأعمال جول فيرن. تتكون المسرحية من أربعة فصول إلى جانب مقدمة وخاتمة.

## تاريخ المسرحية

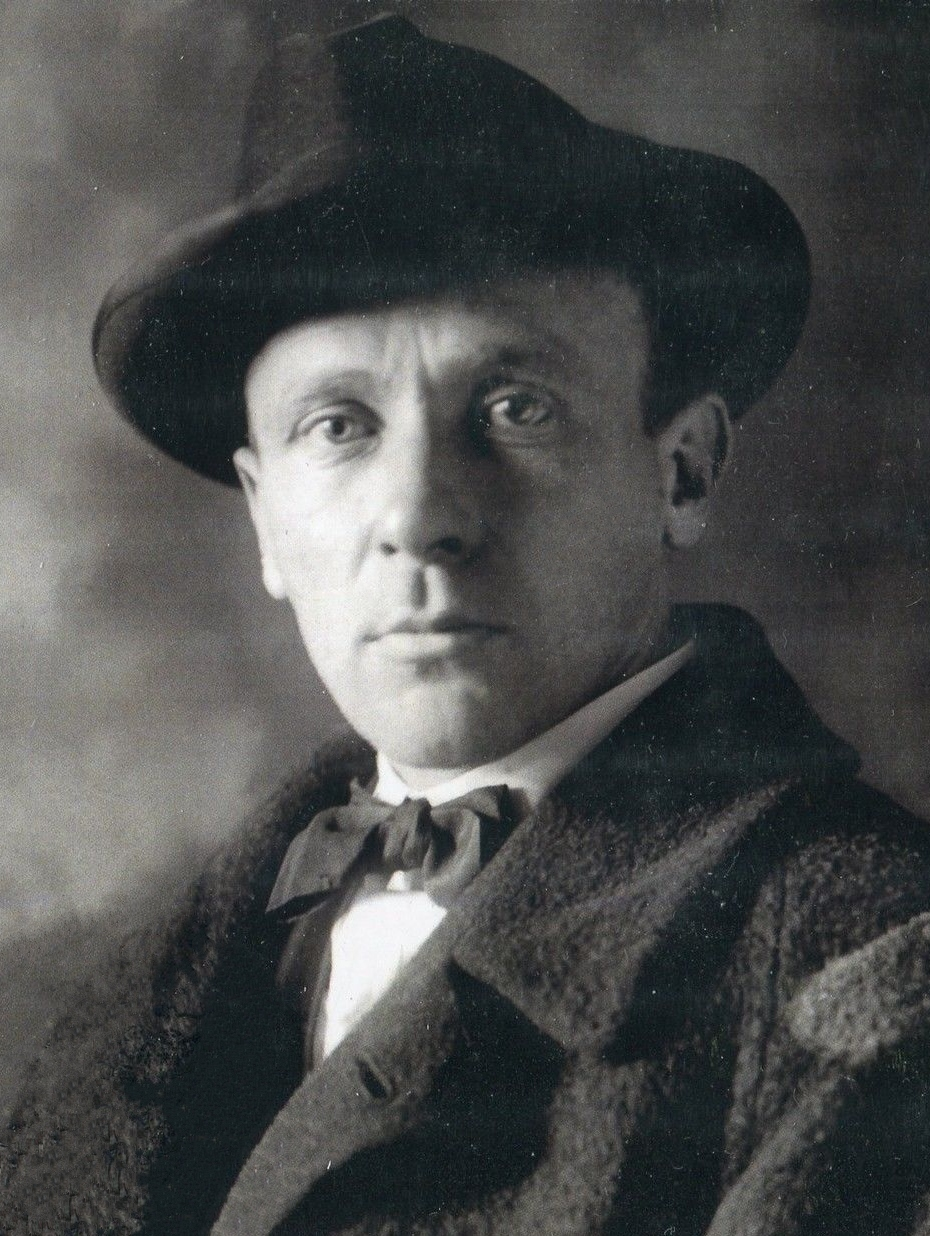
ميخائيل بولغاكوف في عام 1928

نشر بولغاكوف في مجلة «ناكنوني» الروسية المهجرية الصادرة في برلين عام 1924، قصة هجائية بعنوان الجزيرة القرمزية، وفيها محاكاة ساخرة لمنظري الحركة السمينوفيخوفية لأحداث الثورة الروسية والحرب الأهلية، واستخدم فيها مواضيع وشخصيات مثل: اللورد غلينارفان والقبطان غاتيراس وباغانيل، اقتبسها بولغاكوف من روايات كاتبه الفرنسي المفضل جول فيرن. 
وفي يناير 1926 طلب مسرح الحجرة في موسكو من بولغاكوف تحويلها لمسرحية لعرضها في شهر يوليو، مع شرط في العقد، يحمل بولغاكوف دفع المصاريف في حالة رفض المسرحية أو تزويده بمسرحية أخرى، وقد فضل بولغاكوف في نهاية المطاف تزويدهم بمسرحية بيوض القدر بدلا عن الجزيرة القرمزية.
أنهى بولغاكوف كتابة المسرحية في فبراير 1927، وفي الرابع من مارس 1927 قدمت المسرحية لإجازتها من لجنة مراجعة النصوص، التي أجازت عرصها في 26 سبتمبر 1928.
عرضت المسرحية كعرض أول في مسرح الحجرة بموسكو في يوم 11 ديسمبر 1928، ولاقت إقبالا منقطع النظير وعرضت أكثر من 60 عرضا في فترة تقل عن الستة أشهر، حتى أتى قرار منعها في يونيو 1929 مع قرار منع مسرحياته الأخرى.ولم يتم نشر المسرحية مطلقا في حياة بولغاكوف.
لم تعد المسرحية للتمثيل والنشر إلا في عام 1987، بعد إلغاء الرقابة التي كانت مفروضة على الأعمال الأدبية والمسرحية في الاتحاد السوفيتي ونشرتها مجلة دروغبا نارودوف في عددها الثامن.

## شخصيات المسرحية
- غينادي بانفيلوفيتش: مدير المسرح وهو نفسه اللورد إدوارد غلينارفان.
- فاسيلي أرتوروفيتش ديموغاتسكي: وهو نفسه جول فيرن وهو نفسه الوزير المحتال كيري-كوكي.
- ميتيولكين نيكانور: مساعد المخرج وهو نفسه الخادم باسبارتو، وهو نفسه الببغاء الناطق، وهو نفسه الذي يهيء السماور لغينادي بانفيلوفيتش.
- جاك باغانيل: عضو الجمعية الجغرافية الفرنسي.
- ليديا إيفانوفنا: وهي نفسها الليدي غلينارفان.
- أديلا يدا كابوفنا: وهي نفسها بيتسي؛ وصيفة الليدي غلينارفان.
- غاتيراس: القبطان.
- توخونغا: عبد أبيض والحارس القريب من ليكي تيكي.
- سوندشكوف أنيمبوديست تيموفيتش: وهو نفسه سيزي-بوزي الثاني؛ العبد الأبيض وملك الجزيرة.
- ألكسندر بافلوفيتش رينسكي: وهو نفسه ليكي-تيكي؛ العبد الأبيض وقائد جيش الجزيرة.
- الملقن.
- ليكوي إيسايتش: قائد الأوركسترا.
- كاي-كوم: ابن الجزيرة الإيجابي الأول.
- فارا-تيتي: ابن الجزيرة الإيجابي الثاني.
- سافا لوكيتش: المسؤول عن إجازة النصوص.
- موسيقي يحمل بوقا.
- الحرس العبيد البيض.
- أبناء الجزيرة الحمر وحرملك سيزي بوزي.
- البحارة الإنجليز.

وتلاميد مدرسة المسرح والحلاقون والخياطون.

## ملخص المسرحية
المسرحية عبارة عن محاكاة ساخرة للثورة الروسية، ومعارصة أدبية لنصوص جول فيرن. يتعرض ملك جزيرة استوائية وقيصرها (كناية عن القيصر الروسي نيكولاي الثاني)، لبركان يودي بحياته (البركان كناية عن ثورة فبراير)، يستطيع الوزير المحتال كيري كوكي (وهو كناية عن كيرنسكي رئيس الوزارة الروسية المؤقتة قبل ثورة أكتوبر) خداع أهل الجزيرة بعد البركان لفترة يملكهم فيها، قبل أن يضطر للفرار إلى أنجلترا بحثا عن حلفاء يساندونه للعودة إلى عرش الجزيرة، ولكن الحملة على الجزيرة تفشل.
ومن خلال أحداث المسرحية يسخر بولغاكوف من البيروقراطية والمتملقين والخانعين، حتى أن بعضهم اعتبرها مسرحية تحوي طعنا هجائيا للثورة الروسية نفسها كذلك.

## روابط خارجية
- نسخة مسموعة من المسرحية - الإذاعة المصرية